# أمعائية غبارية
أمعائية غبارية (الاسم العلمي: Enterobacter pulveris) هي نوع من البكتيريا يتبع جنس الأمعائية من الفصيلة الأمعائيات.